# Нощем по покривите
„Нощем по покривите“ е български 2-сериен телевизионен игрален филм (драма) от 1987 година на режисьора Бинка Желязкова, по сценарий на Христо Ганев. Оператор е Пламен Вагенщайн. Музиката във филма е композирана от Веселин Николов.

## Сюжет
В една квартира живеят две момичета с едно и също име – Надежда. Голямата Надежда е силна и издръжлива. Малката Надежда е нейната противоположност. Тя живее за и чрез другите. В нея не е закърняло детското, желанието да помогне на слабия и смелостта да се противопоставя на грубия и подлия. И двете се грижат за дядо, останал сам със спомените си...

## Серии
- 1. серия – 70 минути
- 2. серия – 70 минути [1].

## Актьорски състав
| Роля                              | Изпълнител                                          |
| --------------------------------- | --------------------------------------------------- |
| писателя Коста Рашков – Невидимия | Тодор Колев                                         |
| журналистката Диана Пеева         | Цветана Манева                                      |
| Голямата Надежда                  | Станка Калчева                                      |
| Малката Надежда                   | Деляна Хаджиянкова                                  |
| морякът Боян                      | Георги Стайков                                      |
| барманката Магда                  | Доротея Тончева                                     |
| режисьорът                        | Любен Чаталов                                       |
| майката на Боян                   | Катя Динева                                         |
| готвачката Фани                   | Белла Цонева                                        |
| актьорът Георги Калоянчев         | Георги Калоянчев                                    |
| актрисата Пламена Гетова          | Пламена Гетова                                      |
|                                   | Сия Шиварова                                        |
| старецът                          | Димитър Керанов                                     |
|                                   | Живко Гарванов                                      |
| управителят                       | Васил Банов                                         |
|                                   | Иван Петрушинов                                     |
|                                   | Иван Чаушев                                         |
|                                   | Венцеслав Вълчев                                    |
|                                   | Свилен Стоянов                                      |
|                                   | Радост Костова (не е посочена в надписите на филма) |

## Награди
- Специалната награда в лицето на сценариста Христо Ганев и режисьорката Бинка Желязкова (поделена с филма „А сега накъде“ на режисьора Рангел Вълчанов) на 20 ФБИФ, (Варна, 1988).
- Наградата на СБП за най-добър оригинален сценарий на Христо Ганев на 20 ФБИФ (Варна, 1988).